# Joris Voest
Joris Voest (West-Terschelling, 8 januari 1995) is een Nederlands voetballer die als verdediger voor FC Emmen speelde.

## Carrière
Joris Voest is geboren op Terschelling, maar is opgegroeid in Ruinerwold, waar hij in de jeugd van VV Ruinerwold speelde. Van 2006 tot 2014 speelde hij in de jeugd van sc Heerenveen. Van 2014 tot 2017 maakte hij deel uit van de selectie van sc Heerenveen, maar kwam hier door verschillende blessures niet in actie. In 2017 vertrok hij transfervrij naar FC Emmen, waar hij zijn debuut in het betaald voetbal maakte. Dit was in de met 1-3 verloren bekerwedstrijd tegen N.E.C., waarin hij in de 32e minuut inviel voor Nick Bakker. In 2018 vertrok hij naar Harkemase Boys.

### Statistieken
| Seizoen                    | Club           | Land           | Competitie        | Competitie | Competitie | Beker | Beker | Totaal | Totaal |
| Seizoen                    | Club           | Land           | Competitie        | Wed.       | Dlp.       | Wed.  | Dlp.  | Wed.   | Dlp.   |
| -------------------------- | -------------- | -------------- | ----------------- | ---------- | ---------- | ----- | ----- | ------ | ------ |
| 2014/15                    | sc Heerenveen  | Nederland      | Eredivisie        | 0          | 0          | 0     | 0     | 0      | 0      |
| 2015/16                    | sc Heerenveen  | Nederland      | Eredivisie        | 0          | 0          | 0     | 0     | 0      | 0      |
| 2016/17                    | sc Heerenveen  | Nederland      | Eredivisie        | 0          | 0          | 0     | 0     | 0      | 0      |
| 2017/18                    | FC Emmen       | Nederland      | Eerste divisie    | 1          | 0          | 1     | 0     | 2      | 0      |
| 2018/19                    | Harkemase Boys | Nederland      | Derde divisie Za. | 0          | 0          | 0     | 0     | 0      | 0      |
| Carrièretotaal             | Carrièretotaal | Carrièretotaal | Carrièretotaal    | 1          | 0          | 1     | 0     | 2      | 0      |
| Bijgewerkt op 17 juli 2018 |                |                |                   |            |            |       |       |        |        |

## Interlandcarrière
Met het Nederlands team won hij het Europees kampioenschap voetbal mannen onder 17 - 2012.